# Byrasettihalli, Channapatna
Byrasettihalli là một làng thuộc tehsil Channapatna, huyện Ramanagara, bang Karnataka, Ấn Độ.